# Stazione di Funtanamela
La stazione di Funtanamela (nota anche come Fontanamela) è una stazione ferroviaria posta nelle vicinanze dell'omonima foresta nel territorio comunale di Laconi, lungo la linea Isili-Sorgono, dal 1997 utilizzata esclusivamente come ferrovia turistica.

## Storia
La nascita dello scalo coincide con quella della ferrovia che vi sarebbe transitata: entrambe furono realizzate a fine Ottocento dalla Società italiana per le Strade Ferrate Secondarie della Sardegna, concessionaria delle prime linee ferroviarie pubbliche a scartamento ridotto dell'isola, che inaugurò l'impianto il 1º aprile 1893 in contemporanea all'apertura all'esercizio del tronco Isili-Meana Sardo.
La SFSS fu il primo gestore dell'impianto, ruolo che mantenne sino al 1921, anno di passaggio della concessione alla Ferrovie Complementari della Sardegna, a cui seguì nel 1989 la Ferrovie della Sardegna. Durante il periodo di gestione delle FdS la Isili-Sorgono fu chiusa al traffico ordinario a partire dal 16 giugno 1997, venendo destinata all'esclusivo impiego turistico legato al progetto Trenino Verde. Stesso destino capitò alla stazione di Funtanamela, che da allora è in disuso e priva di traffico per buona parte dell'anno, fatto salvo il periodo estivo. La gestione della struttura è affidata dal 2010 all'ARST.
Dall'agosto 2017 la stazione è temporaneamente chiusa al traffico per via dello stato in cui versano alcuni ponti nel tratto a nord di Laconi.

## Strutture e impianti
Ubicata a nord-est di Laconi nei pressi della foresta demaniale di Funtanamela, la stazione è di tipo passante e comprende complessivamente due binari a scartamento da 950 mm, di cui uno di corsa e l'altro di incrocio. Nello scalo è presente anche un fabbricato viaggiatori a due piani (chiuso al pubblico), avente pianta rettangolare e dotato di tetto a falde in laterizi.

## Movimento
Dall'estate 1997 la stazione è utilizzata esclusivamente per il traffico turistico, tuttavia dalla fine dell'estate 2017 nessuna relazione serve la struttura in quanto ricompresa in un tratto della Isili-Sorgono provvisoriamente chiuso all'esercizio per problemi infrastrutturali.